# Ratpenat de nas tubular de Queensland
El ratpenat de nas tubular de Queensland (Nyctimene robinsoni) és una espècie de ratpenat de la família dels pteropòdids. Viu a Austràlia i possiblement a Papua Nova Guinea. El seu hàbitat natural són els boscos tropicals i els horts. No hi ha cap amenaça concreta per a la supervivència d'aquesta espècie, tot i que les tanques de filferro d'arç són perilloses per aquests ratpenats i els poden causar la mort.